# Хокушин-рон
Хокушин-рон (яп. 北進論, «Доктрина експансії на північ» або «Північна дорога») була політичною й військовою доктриною Японської імперії до початку другої світової війни яка стверджувала що Маньчжурія та Сибір були сферою інтересів Японської імперії, і те що їх потенційна цінність для Японської імперії для економічної та територіальної експансії в цих областях була більшою, ніж деінде. Прихильників цієї доктрини інколи називають «Ударною північною групою».

Карта японських планів доктрини "Хокушин-рон" щодо можливого нападу на Радянський Союз. Дати вказують рік, коли Японія отримала контроль над територією.

Доктрина «Хокушин-рон» користувалася широкою підтримкою в імператорській армії Японської імперії протягом всього міжвоєнного періоду, але була залишена у 1939 році після військової поразки японської армії на монгольському фронті під час битви на Халхин-Голі  було підписано підписання радянсько-японського пакту про нейтралітет у 1941 році.
Після того як доктрина «Хокушин-рон» була залишена її замінила діаметрально протилежна доктрина Наньшин-рон (яп. 南進論, «Доктрина експансії на південь» або «Південна дорога»), яка розглядала південно-східну Азію та острови в тихому океані як політичну та економічну сферу впливу Японської імперії, та мала на меті загарбати ресурси які були в європейських колоніях і нейтралізувати можливу загрозу західних військових сил на Тихому океані.

## Генезис
Починаючи з першої японо-китайської війни 1890-х років, доктрина «Хокушин-рон» стала домінувати в зовнішній політиці Японської імперії. Цією доктриною керувалась під час японського вторгнення на Тайвань в 1895 році, так і японсько-корейським договором 1910 року, де-юре та де-факто анексував (окупував) незалежну Корейську імперію і перетворив її на колонію Японської імперії. Після закінчення російсько-японської війни (1904-1905) японський генерал-фельдмаршал князь Ямаґата Арітомо, став політичним, військовим та ідейним архітектором доктрини «Хокушина-рон», він намітив лінії оборонної стратегії проти Російської імперії. Настанова імперської національної оборони від лютого 1907 року передбачала дві стратегії: «Наньсю Хокушин Рон» (南守北進, оборона на півдні та наступ на півночі) й «Хокусю Наншін Рон» (北守南進, захист на півночі та наступ на півдні). В Японській імперії точилися інтенсивні дискусії щодо двох розбіжних воєнних доктрин (теорій). Після закінчення першої світової війни японські війська були розгорнуті в рамках японської військової інтервенції до Сибіру під час втручання союзників у громадянську війну на теренах колишньої Російської імперії, з надією, що Японська імперія може бути звільнена від будь-якої майбутньої російської (більшовицької) загрози шляхом відокремлення Сибіру від неї, та створення (формування) незалежної буферної держави. Японські війська залишалися там до 1922 року, що сприяло обговоренню японським генералітетом стратегічного планування ідеї постійної японської окупації Сибіру на схід від озера Байкал.

## Вторгнення в Маньчжурію
Суттєвим кроком у поширенні прихильності до військової доктрини «Хокушин-рон» було захоплення Японської імперією контролю над територією Маньчжурії, що надало їм отримання широкого фактичного сухопутного кордону з Радянським Союзом. Порушення японськими військовими своєї підпорядкованості старшому начальству та політичному керівництву Японської імперії, спричинило до того що  військовослужбовці японської квантунської армії в 1931 році вчинили "Мукденський інцидент" який став приводом для японського вторгнення в Маньчжурію. Оскільки японська квантунська армія мала 12 000 осіб для вторгнення в Маньчжурію, вона потребувала підкріплення з Японської імперії. Військовий міністр Японської імперії генерал Аракі Садао був рішучим прихильником доктрини «Хокушин-рон» та запропонованого нападу на Радянський Союз з метою окупації підконтрольного йому Сибіру. Він організував переміщення сил японської армії з території окупованої Кореї на північ до Маньчжурії без дозволу Токіо на підтримку японської квантунської армії. Змова щодо захоплення Маньчжурії розвивалася за планом і коли її представили як факт, що здійснився, все, що міг зробити прем’єр-міністр Японської імперії Вакацукі Рейдзіро, це слабкий протест та добровільне складання ним своїх повноважень (піти у відставку) разом з урядом Японської імперії. Коли був сформований новий уряд Японської імперії, японський генерал Аракі Садао як військовий міністр цього уряду, став реальною владою в Японській імперії. У північно-східному Китаї та внутрішній Монголії була утворена Японською імперією нова маріонеткова держава під назвою Маньчжоу-Го в якій було запроваджено конституційну монархію.

## Воєнні фракції в японській армії
Військова доктрина «Хокушин-рон» значною мірою підтримувалась імператорською армією Японської імперії. Японський генерал Кенкічі Уеда твердо вірив у концепцію «Хокушина-рон», оскільки вважав, що головним ворогом Японської імперії є комунізм і що доля Японської імперії полягає в завоюванні природних ресурсів малонаселеного материка Північної Азії. Японський генерал Юкіо Касахара також був головним прихильником філософії доктрини «Хокушин-рон» і твердо вважав, що Радянський Союз представляв як велику загрозу, так і велику можливість для Японської імперії.
Проте суперницькі кола серед японських офіцерів в імператорській армії Японської імперії стверджували, що вони представляють «справжню волю» японського імператора. Японська  радикальна ультранаціоналістична воєнна фракція «Кодоха» (Імперський шлях) мала багато молодих активістів, які рішуче підтримували стратегію «Хокушин-рон» і завдання превентивного удару по Радянському Союзу. Їм протистояла більш поміркована японська консервативна воєнна фракція «Тосейха» (фракція контролю), яка виступала за більш обережне розширення оборони та прагнула нав’язати більшу дисципліну в японській армії та війну з Республікою Китай як стратегічний імператив.
Також відносини між імператорською армією та флотом Японської імперії ніколи не були сердечними й часто це призводило до глибокої ворожнечі між ними, цей процес відбувався ще в період Мейдзі. З початку 1930-х років японська армія вважала Радянський Союз найбільшою загрозою для Японської імперії й здебільшого підтримувала концепцію «Хокушин-рон» про те, що стратегічні інтереси Японської імперії знаходяться на азійському континенті. Імператорський флот Японської імперії дивився через Тихий океан і бачив США як найбільшу загрозу для Японської імперії й здебільшого підтримував іншу доктрину «Наньшін-рон» про те, що стратегічні інтереси Японської імперії були в південно-східній Азії та на островах Тихого океану.  До середини 1930-х років існувала серйозна ймовірність зіткнення між японською імператорською армією та флотом через їхні несумісні експансіоністські ідеї.

## Події 1936 року
Японська воєнна фракція «Кодоха» яка віддавала перевагу військовій доктрині «Хокушин-рон», була керівною в японській армії під час перебування пана Аракі Садао на посаді військового міністра Японської імперії з 1931 по 1934 рік, завдяки чому прихильники цієї доктрини займали найважливіші штабні посади в імператорській армії Японської імперії. Однак багато членів японської воєнної фракції «Кодоха» були замінені офіцерами воєнної фракції «Тосейха» після відставки пана Аракі Садао через його хворобу в 1934 році.  У 1936 році молоді японські армійські офіцери пов’язані з воєнною фракцією «Кодоха», здійснили невдалий державний переворот під час "інциденту 26 лютого". У результаті японські генерали, які були членами воєнної фракції «Кодоха» були звільнені з японської армії, включаючи й самого пана Аракі Садао який був змушений піти у відставку в березні 1936 року.
План «імперської оборони» Японської імперії, сформульований у червні 1936 року, включав баланс як доктрини «Хокушин-рон», так і доктрині «Наншін-рон», вимагаючи від імператорської армії та флоту Японської імперії мирного та не провокаційного підходу до своїх «ворогів». Метою плану було придбання (окупація) територій, які володіли сировиною, зокрема нафтою, яка була потрібна Японській імперії для підтримки її економічного зростання та стабільності економіки, але сама не мала цього важливого природного ресурсу. Експансія на північ (доктрина: «Хокушін-рон») передбачала отримання природних ресурсів Сибіру шляхом нападу на Радянський Союз через Маньчжурію. Експансія на південь (доктрина: «Наншін-рон») передбачала захоплення Нідерландська Ост-Індія яка контролювала (окупувала) Індонезію та інші азійські колонії які були під владою у французів та/або британців.  Постачання природних ресурсів до Японської імперії зрештою буде забезпечено шляхом створення «Великої східноазійської сфери співпроцвітання». Однак європейські великі держави домінували в південно-східній Азії більше століття і японська зовнішня політика мала там невеликий досвід. Переслідуючи доктрину «Хокушін-рон» Японська імперія ризикувала б наразитись на широкомасштабну війну з великими державами й імперіями з усього світу, хоча деякі японські кола навіть вітали цю можливість.
У листопаді 1936 року між Японською імперією та  Третім Рейхом було укладено Антикомінтернівський пакт. Було домовлено, що у разі нападу Радянського Союзу на Третій Рейх чи Японську імперію обидві країни домовились проконсультуватися щодо того, яких заходів вжити «для захисту їхніх спільних інтересів». Вони також домовилися що не будуть укладати жодних політичних договорів з Радянським Союзом, і Третій Рейх також погодилася визнати японську маріонеткову державу Маньчжоу-Го.

## Радянсько-японські прикордонні конфлікти
Серія радянсько-японських прикордонних конфліктів без офіційного оголошення війни між Радянським союзом та Японською імперією почалися в 1932 році. Агресивні дії розпочаті японським воєнним штабом і японськими польовими офіцерами на радянському кордоні з Маньчжоу-Го та Монголією, призвели до катастрофічної для японців боїв на Халхин-Голі (1939), яка призвела до значних втрат японської квантунської армії та серйозно поставила під сумнів її хвалену репутацію. Будь-яка подальша експансія на північ у Сибір виявилася неможливою через перевагу Радянського Союзу у чисельності солдатів та озброєнь його армії. Проте японський генерал Уеда продовжував підтримувати дії своїх офіцерів, відмовлявся перешкоджати їм вчиняти подібні дії та залишався непохитним у своїй підтримці військової доктрини «Хокушін-рон». Наприкінці 1939 року його відкликали назад до Японської імперії та змусили піти у відставку. Японська квантунська армія була очищена як від більш непідпорядкованих їй елементів, так і від прихильників доктрини «Хокушін-рон». 

## Результат
Японська армія втратила престиж через невдачі в радянсько-японських прикордонних конфліктах; в результаті панування отримала імператорський флот Японської імперії. Це було підтримано кількома потужними японськими промисловими "дзайбацу", які були переконані, що вони можуть найкраще служити своїм інтересам, задовольняючи потреби ВМС Японської імперії. Військові невдачі японської армії на монгольському фронті та безупинна друга японо-китайська війна яка немала свого кінця, а також негативне ставлення великих держав й імперій заходу до японських експансіоністських тенденцій призвели до переходу до доктрини «Наньшін-рона» для отримання колоніальних ресурсів у південно-східній Азії та нейтралізації загрози з боку західних військових сил в Тихому океані. У квітні 1941 року Японська імперія та Радянський Союз підписали радянсько-японський пакт про нейтралітет, який звільнив сили Японської імперії для підготовки до війни на Тихому океані.  Коли Третій Рейх почала вторгнення в Радянський Союз у червні 1941 року, Японська імперія не приєдналася до вторгнення свого союзника по Осі, тим самим вони не відкрили другий фронт проти Радянського Союзу на його далекому Сході. Дійсно, Японська імперія більше не вступала у військові дії з Радянським Союзом доки Радянський Союз не оголосив війну Японській імперії в серпні 1945 року.